# トヨタ・ビスタ
ビスタ（VISTA）は、トヨタ自動車が1982年から2003年まで生産していた乗用車。

## 初代 V1#型（1982年 - 1986年）
- 1982年（昭和57年）4月、2代目カムリの姉妹車[注釈 2]として登場。1980年（昭和55年）4月に新設されたトヨタビスタ店[注釈 3]の専売車種という位置づけで、バリエーションは当初1.8 L（1S-LU型・100 ps）4ドアセダン5速MTのみの設定。グレードはVC/VL/VE/VXの4機種で、各グレード名のVはVistaの頭文字である。VEとVXにはパワーウィンドウも付いた。輸出用はフロントグリル下部のVISTAバッジがTOYOTAとなり、「カムリ」として販売された。北米市場を主眼として開発されたため、同排気量、同車格の国内向けモデルとは相違があり、当時の日本車としては非常に珍しい後席3点式シートベルトを備える反面、内外装の意匠はごく簡素で、ステアリングコラムのチルト機構も省略されている。テレビCM出演者は1982年（昭和57年）発売の前期型は多岐川裕美、松平健[注釈 4]で、1984年発売の後期型はビートたけし[注釈 5]だった。
- 1982年（昭和57年）8月、ファストバックセダンの5ドアリフトバックが発売された。前年の東京モーターショーに参考出品された「F120」の市販化モデルでもあった[注釈 6]。4ドアセダンに比べ5ドアは全高が低く抑えられた。同時に、既存の1.8 L車に4速ATと2000 EFI（2S-ELU型・120 ps）も追加される。2000 EFIのAT車は、電子制御式が採用された。
- 1983年（昭和58年）8月、1.8 Lターボディーゼル（1C-TL型・73 ps）追加。
- 1984年（昭和59年）6月、マイナーチェンジで内外装の変更とともに（3S-GELU型 160 ps）DOHCエンジンがラインナップに加えられた（グレードは2.0VSツインカムおよび2.0VXツインカム）。なお、日本車初の横置き前輪駆動、DOHC搭載車でもあった。1.8 Lガソリンエンジン車のエンジン燃料供給装置がCi（電子制御シングルポイントインジェクション）化された。また、特別仕様車であったVLエクストラがカタログモデルに昇格した。VEと特別仕様車のVEエクストラはVFに統合された。
- 1985年（昭和60年）3月、ビスタ店5周年特別仕様車「グランドエクストラ」が4ドア・5ドア双方に設定された。
- 1985年（昭和60年）8月、ターボディーゼルが2.0 L（2C-TL型 88 ps）化された。

販売終了前月までの新車登録台数の累計は10万6294台。

## 2代目 V2#型（1986年 - 1990年）
1986年8月登場。キャッチコピーは「さわやかに、インテリジェント・ハードトップ」。初代に対しキープコンセプトでありつつ大幅に質感と高級感とエンジンパワーはじめ動力性能を高めたのが特徴。2.0Lに新開発のシザーズギア式ハイメカツインカム直列4気筒EFIの「3S-FE」（120PS）を搭載した。先代で不人気だった5ドアリフトバックを廃し、代わりにビスタ店の顔となる日本専用モデルとして当時流行していた4ドアピラードハードトップを加えた。4ドアハードトップのスタイリングは、同時期のカリーナEDやマークIIの影響を受けたものだった。ZXとGTのTEMS装着車には「新プログレッシブパワーステアリング」を設定し軽やかなハンドリングを実現。
4ドアセダン・4ドアピラードハードトップというラインナップは、その後5代目でステーションワゴンのアルデオに切り替わるまで2代目から4代目の3世代に渡って販売され続けた。グレード構成はセダンが下から「VC」「VL」「VLエクストラ」「エトワール」「VE」「VR」「VX」。ハードトップが下から「VLエクストラ」「エトワール」「VE」「VR」「VX」「GT」をカムリとは逆にGTはハードトップのみに設定し、スポーツツインカムエンジンの3S-GE型を搭載した。尚、量販グレードのひとつであった「エトワール」はカムリの「ルミエール」がベースを「ZT（ビスタのVE相当）」にしているのに対しエトワールはVEより一個下の「VLエクストラ」をベースにしているためルミエールよりやや装備や質感が劣る。ボディカラーは「スーパーホワイトII（040）」「グレーメタリック（167）」「ダークレッドマイカ（3H3）」「ライトベージュメタリック（4G8）」「ブラウンメタリック（4H2・セダンのみ）」「グレイッシュブルーメタリック（8D6)・ハードトップのみ）」「ブルーマイカ(8E3)」「アーバンシルエットトーニング（29B）」と呼ばれるシルバーメタリック（164）とグレーメタリック（167）のツートンカラー（ハードトップのみ）、「パールフレグランストーニング（29C）」と呼ばれるホワイトパールマイカ（039）とライトベージュメタリック（4G8）のツートンカラーの計8色から選べた。内装色は同時期のGX71マークIIで流行したマルーンに加え、ダークベージュ(前期のみ)とダークブルーを設定。マルーン内装色はスーパーホワイトIIとダークレッドマイカ（1987年4月の一部改良でパールフレイグランストーニング・グレーメタリックでもマルーン内装選択可・後期型ではスーパーホワイトⅡ（ダークブルー内装も選択可）・ライトベージュメタリック・レッドマイカ・パールフレイグランストーニング）で組み合わされた。
国外仕様は「カムリ」名義であったが、意匠はビスタのセダンと共通であった。国外仕様の車種構成についてはトヨタ・カムリ参照。
４ドアハードトップは日本専売であったが、当時「VISTA 4ドアハードトップ」、「CAMRY PROMINENT 4ドアハードトップ」、「Lexus ES250」（米国仕様）の３車種は事実上の共通車種として、生産過程も堤工場で生産される共通過程であり、1989年中期以降に生産された後期型ハードトップに限り、いずれの車種も、サイドウインドーに「TOYOTA」、「LEXUS」のロゴが上下に併記されていた。
- 1987年4月、一部改良が行われ、14インチスチールホイールが形状変更。グレーメタリック（167）とパールフレイグランストーニング（29C）でマルーン内装の選択が可能になる。
- 1987年8月、VLエクストラをベースに、パワーウィンドウと集中ドアロックを装備したETOILE（エトワール）を追加。
- 1987年10月、初のフルタイム4WDが登場。3S-FE車のVRとVLエクストラに設定される。前期では5速マニュアルのみの設定であった。

- 1988年8月、マイナーチェンジが行われ後期型となる。フロントバンパーとヘッドランプとグリル、リアテールの意匠変更。オートマチック車のセレクトレバーの形状、パワーウィンドウスイッチ、電動ミラースイッチ、オートエアコンスイッチ、ハザードランプスイッチの形状変更。オートマチック車にはシフトロック装置の新設とバックギア入時にアラームが鳴るようになった。VX・VRのシートモケットの意匠変更。1.8L車はSOHC8バルブセントラルインジェクションの「1S-iLU」（85PS）に代えて新開発ハイメカツインカム＋セントラルインジェクションの「4S-Fi型」(105PS）を新搭載し大幅にパワーアップ。四輪駆動車にECハイマチックと組み合わせたオートマチック車が追加された。ボディカラーは新設定の「シルバーメタリック（164→173）」と「ブラキッシュブルーマイカメタリック（8E4）」と「パールフレグランストーニングII」と呼ばれるホワイトパールマイカとベージュメタリックのツートンカラーと「サイレントブルートーニング」と呼ばれるブラキッシュブルーマイカとシルバーメタリック（173）のツートンカラー（ハードトップのみ）と「レッドマイカ（3H4）」と「ライトベージュメタリック(4K1)」の6色を含む前期型から継続設定の「スーパーホワイトII」と「グレーメタリック」の計8色から選べた。内装色はダークベージュ内装が廃止となり代わってミディアムグレーが設定された（シルバーメタリックとグレーメタリックで組み合わせ）。
- 1989年5月、VLエクストラをベースとし、VX・VR用の高級モケットシートやカラードマッドガード＆サードモール＆ウォッシャーノズルやプッシュエアコンスイッチやトランクキーエンブレムやマップランプ等を特別装備した特別仕様車 ETOILE V（エトワール ブイ）を発売。
- 1989年6月、最上級 グレードVXに、ホワイトエンブレムやカラードサイドモールや高級モケットシートなどを特別装備した特別仕様車VXリミテッドを設定した。
- 1990年1月、特別仕様車 ETOILE V（エトワール ブイ）とVXリミテッドを一部改良し装備追加。より高級感とお買い得感を増した。このタイミングでレッドマイカ（3H4）の設定が廃止。

販売終了前月までの新車登録台数の累計は35万8020台。

## 3代目 V3#型（1990年 - 1994年）
- 1990年7月11日発表・発売。ボディはV20と同様にセダンとハードトップの2種類であった。全般的にはキープコンセプトであったが、先に登場したセルシオやセラやエスティマの設計思想やノウハウやスタイリングデザインが生かされ、なめらかな曲線を採用したフラッシュサーフェイスボディとなり洗練度が大幅に向上しただけでなく、バブル期に開発されたモデルなので内外装の品質・耐久性・装備の充実度など全てにおいて歴代最高のクオリティと高級さを持っているのが最大の特徴。キャッチコピーは「時代は「快」へ。DRIVING AMENITY」。煌びやかな豪華さや数百馬力のパワーなど、表に見えるものだけが品質じゃない、圧倒的なスポーツ走行性能やハンドリングやファントゥドライブよりもドライバーを優しく包み込むような快適性能を最優先にしたクルマを目指した。具体的な装備品には「新プログレッシブパワーステアリング（VXの2WS車・SV32のGTでは廃止となった）」、「ホイールストローク感応TEMS（GT・VX・オプション）」「車速感応型4WS（GT・VX・オプション）」、｢4輪ESC→4輪ABS（VR以上・オプション）」、「運転席エアバッグ（全車・テレスコピックチルトステアリングとセットでオプション）」、「アルミホイール（前期GTと後期VXツーリングパッケージに15インチが標準・全車に14インチがオプション）」、「エレクトロニックディスプレイメーター（GT・VX・オプション）」、「ワイヤレスドアロック（VR以上・オプション）」、「運転席助手席シートベルトバックル照明（VR以上）」、「フルコンシールドワイパー（VE以上）」「フルエリアワイピングシステムと車速感応時間調整式間欠フルコンシールドワイパー(GT・VX)」、「超音波雨滴除去機能付き電動格納式リモコンドアミラー（VE以上・オプション）」、「チルト＆スライド電動式ガラスムーンルーフ（VE以上・オプション）」、「オートドライブ（クルーズコントロール）（VR以上・オプション）」といった最先端の先進装備の採用などであり、現在のクルマでは当たり前となった装備をビスタが先駆けて装備したものもあれば、逆に今では廃止になってしまった装備も多い。4ドアハードトップボディと、4ドアセダンボディをラインアップする。エンジンは直列4気筒の3S-FE型2Lハイメカツインカムと3S-GE型2Lスポーツツインカム[注釈 7]、4S-FE型直列4気筒1.8Lハイメカツインカム、2L-TE型ディーゼルターボの4種類が用意される。ミッションは4速ATと5速マニュアルの2種、フルタイム四輪駆動の設定もある。車速感応型4WSは低速時は前後逆方向に、高速時は同方向へ舵を取り、小回りと走行安定性を向上させた。グレードは上から「GT」、「VX」、「VR」、「Étoile」、「VE」、「VL」。VR以上の場合ドアトリムのグリップ部分までパッドが張られる。当時のハードトップブームとバブル景気に乗り、ファミリー層・熟年層を中心に好調な売れ行きを示した。ボディカラーは「スーパーホワイトII(040)」「アメジストシルバーメタリック(920)」「ダークブルーイッシュグレーマイカ(191)」「レッドマイカメタリック(3J9)」「ミディアムターコイズオパール(744)」「グレーシャスパールトーニング(25R)」と呼ばれるホワイトパールとゴールドのツートンカラー、「ドレッシーナイトトーニング(26R)」と呼ばれる濃い紫のツートンカラーの計7色。

- 1991年5月、VXに本革シートがオプション設定された。

- 1991年12月、特別仕様車「VXリミテッド」が登場。

- 1992年7月、マイナーチェンジが実施され後期型となる。フロントバンパー・グリル・テールランプ・シートモケット生地の意匠が変更された。また新デザインの14インチ樹脂ホイールキャップが採用。3S-GE型スポーツツインカムエンジン搭載のGTは廃止され、GTの後継として3S-FEハイメカツインカムエンジン搭載のVXツーリングパッケージが設定された。その他、側面衝突時の安全対策としてサイドドアビームを全車に標準装備したほか、代替フロン使用のオートエアコンを標準装備した。ボディカラーは大幅に差替えが行われ、「グレイッシュグリーンメタリック」、「ダークグリーンマイカ」、「グレイッシュパープルメタリック」、「ライトベージュメタリック」、「オリーブブリーズトーニング」と呼ばれるグレイッシュグリーンとガンメタのツートンカラーの5色が新たに設定され、前期型からの「スーパーホワイトII」、「ダークブルーイッシュグレーマイカ」、「グレーシャスパールトーニング」を合わせた計8色となった。バブル崩壊後の世情を反映しややコストダウンが図られ一部装備が廃止された。

- 1994年1月、特別仕様車「VXリミテッド」が復活。

- 1994年6月[4]、生産終了。在庫対応分のみの販売となる。

- 1994年7月、4代目と入れ替わって販売終了。

## 4代目 V4#型（1994年 - 1998年）
- 1994年7月登場。CMキャラクターに田村正和を起用し、キャッチコピーは「ふっきれてる」。バブル崩壊後の設計であったため実用とコスト本位の設計思想に転換され、至れり尽くせりであった30系に比べ装備も「TEMS」、「テレスコピックステアリング」、「超音波雨滴除去ドアミラー」、「シートベルトバックル照明」、「フルコンシールドワイパー」、「フルエリアワイピングシステム式車速感応時間調整式間欠フルコンシールドワイパー」「エレクトロニックディスプレイメーター」等が廃止されたほか、内外装の質感もやや低下した[注釈 8]。一方で「トラクションコントロール（VX・VX-Gパッケージ・αX・TOURINGにオプション。」や「オプティトロンメーター（VX・αXにオプション）」の新採用やホイールベースを50ミリ延長させたことにより定評の室内空間の広さはさらに増すなど進化した部分も多い。ボディバリエーションはハードトップをメインに据えセダンはαX（アルファエックス）に集約された。また北海道等での需要に応え最初で最後の2.2Lディーゼルターボ（3C-T型）にフルタイム4WD車が40系のみ存在。ボディカラーは「スーパーホワイトII」「シルバーメタリック」「ライトグレージュメタリック」「ダークグリーンマイカ」「ダークブルーマイカメタリック」「シルキーパールトーニング」と呼ばれるホワイトパールとシルバーのツートンカラー、「マジェスティックグレートーニング」と呼ばれるダークブルーイッシュグレーとガンメタのツートンカラーの計7色。

- 1996年5月、マイナーチェンジが行われ外観をリフレッシュした。同時期にデビューしたイプサムに合わせ4S-FE型（1.8L）および3S-FE型（2.0L）の各ガソリンエンジンが改良を受け、ピストンおよびコンロッドの形状見直しよりドライバビリティが向上した。また、インテリアに木目調パネルを採用するなど質感も見直された。ボディカラーは「スーパーホワイトII」「シルバーメタリック」「フラクセンマイカメタリック」「ダークグリーンマイカ」「ダークブルーマイカグラファイト」「シルキーパールトーニング」と呼ばれるホワイトパールのツートンカラー、「マジェスティックグレートーニング」と呼ばれるダークブルーイッシュグレーとガンメタのツートンカラーの計7色。

- 1998年6月[6]、生産終了。在庫対応分のみの販売となる。

- 1998年7月、5代目にバトンタッチして販売終了。

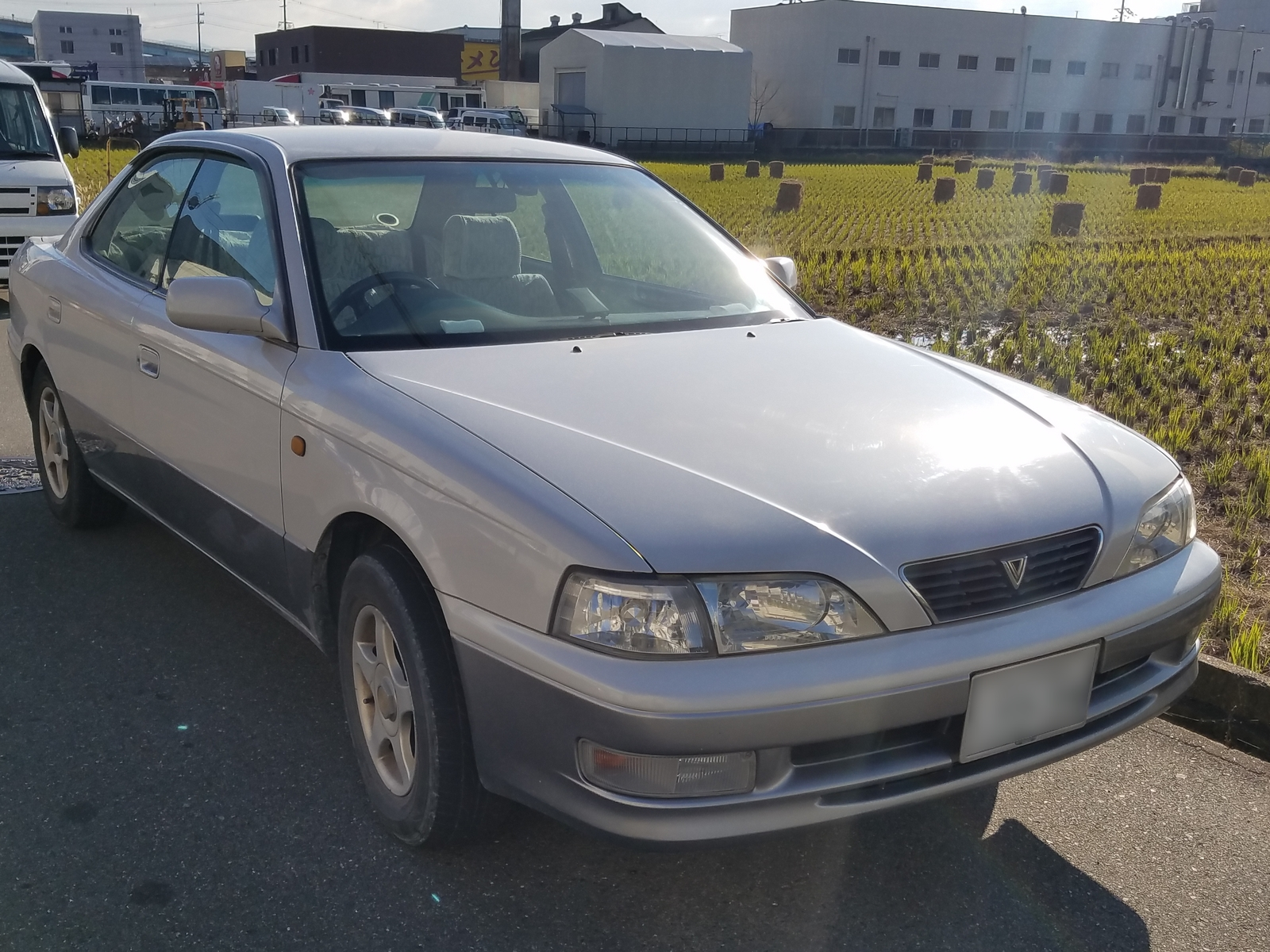
ハードトップ 後期型 前
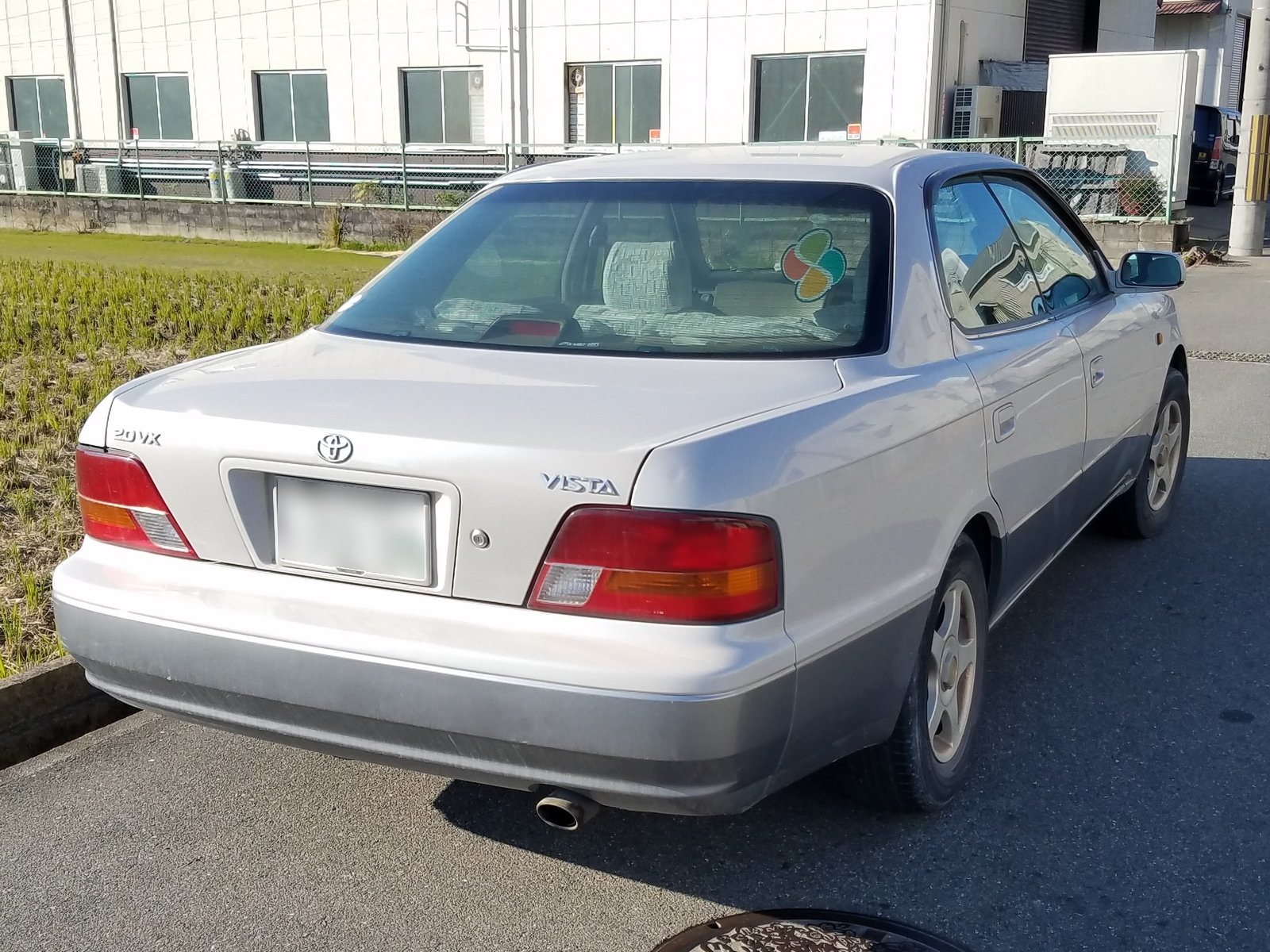
ハードトップ 後期型 後

## 5代目 V5#型（1998年 - 2003年）
- 1998年7月1日、フルモデルチェンジ。カムリとの姉妹車関係を解消して独立車種となる。
- ラインナップは4ドアハードトップが廃止された一方で、ステーションワゴンの「ビスタアルデオ（VISTA ARDEO）」が設定された。全高が1,500mm台に達し、セダン、ワゴン共にコラムシフトを採用するなど、ミニバン市場を意識したかのような造りとなっている。全車4速ATを採用している。ホイールのハブ穴は5穴に変わりはないものの、ホイールのP.C.Dが3代目（V30型）および4代目（V40型）の114.3mmから初代（V10型）および2代目（V20型）と共通の100.0mmに変更となった。センターメーターを採用しており、その中にはマルチインフォメーションディスプレイが埋め込まれている。また、上級グレードにはバーグラフ式のタコメーターが標準装備となる。プラットフォームはトヨタ・MCプラットフォームを採用する。ボディカラーはセダン・アルデオともに「スーパーホワイトII」「シルバーメタリック」「シルバーメタリックグラファイト」「ブラックマイカ」「レッドマイカ」「ダークグリーンマイカ」「ブルーマイカメタリック」の計7色を共通設定。

- キャッチコピーはアルデオが「おそるべき快感」で、テレビCMの出演者は石塚英彦・勝俣州和・赤星昇一郎。３人は悪人の宇宙人「アルデオ星人」の役で、アルデオの快適な室内性能で地球人を骨抜きにして地球征服を目指すという設定だった。
- 一方のセダンのキャッチコピーは「未来標準。ビスタ」で、テレビCMの出演者は中山エミリ。慈愛の宇宙人「美・スター姫」の役で、疲れた地球人のために快適なクルマを開発し地球を救うという設定だった。

- 1998年12月、特別外板色に「エクセレントパールトーニング」と呼ばれるホワイトパールとシルバーのツートンカラーを採用したセダン特別仕様車「ExcellentEdition」が登場。
- 1998年12月、特別外板色に「スーパーホワイトパールマイカ」を採用したアルデオ特別仕様車「ExcellentEdition」が登場。

- 1999年1月、エアロをまとったセダン特別仕様車「ActiveSports」が登場。
- 1999年7月、この頃からCMが切り替えられテレビCMに鶴田真由が出演（ただしアルデオのみ）。「ExcellentEdition」が特別仕様車「ExcellentEditionV」に進化。当時流行していたステーションワゴンでのデートカー需要を狙った6人乗り仕様の「マルチパーパスベンチシート」が設定された。

- 2000年4月、マイナーチェンジ。1.8Lの1ZZ-FE型エンジンが大幅に仕様変更され、若干出力が向上した。また、前後のデザイン・内装の意匠変更が行われた。マルチパーパスベンチシート仕様がセダン、アルデオ共に正式追加された（セダン/アルデオの中間グレードおよび標準グレードに設定）。ボディカラーはセダン・アルデオともに「ダークブルーマイカメタリック」が新設定され、「ブラックマイカ」と「ブルーマイカメタリック」が廃止された計6色の設定となった。

- 2000年12月、特別外板色に「クリスタルパールトーニングII」と呼ばれるホワイトパールとシルバーのツートンカラーを採用したセダン特別仕様車「ExcellentEdition」が登場。
- 2000年12月、特別外板色に「スーパーホワイトパールマイカ」を採用したアルデオ特別仕様車「ExcellentEdition」が登場。

- 2001年8月、一部改良。2.0L・D-4エンジン搭載車のエンジンがこれまでの3S-FSE型から新開発の1AZ-FSE型に換装された。
- 2001年12月、セダン特別仕様車「エクストラパッケージ」、アルデオ特別仕様車「Sパッケージ」が登場。

- 2002年4月、一部改良。四輪駆動車の3S-FE型エンジンを1AZ-FSE型・D-4に換装。
- 2002年9月、最後のセダン特別仕様車「Vパッケージ」・アルデオ特別仕様車「Lパッケージ」が発売された。

- 2003年7月[8]、生産終了。在庫分のみの対応となる。
- 2003年10月6日、英国工場製のアベンシス[注釈 9]を後継として販売を終了し、ビスタは5代21年の歴史に幕を下ろした。翌2004年には、本車の名称を冠したトヨタビスタ店もネッツ店に統合された。

## 車名の由来
- ビスタ：イタリア語・スペイン語・ポルトガル語の「展望」から。なお、クライスラーにイーグル・ビスタ（三菱・ミラージュ/シャリオOEM版）というモデルが存在したが関係はない。
- アルデオ：ラテン語の「輝く、熱望する」から。